# Устименки
Усти́менки — село в Україні, в Опішнянській селищній громаді Полтавського району Полтавської області. Населення становить 28 осіб.

## Географія
Село знаходиться на відстані 1 км від села Заїченці. Селом протікає струмок, що пересихає. Поруч проходять автомобільні дороги Т 1706, Т 1710 та Р42.